# Academia Israelí de Cine y Televisión
La Academia Israelí de Cine y Televisión es una organización sin fines de lucro que trabaja en el ámbito del cine y la televisión en Israel. Es el equivalente israelí de la Academia de Artes y Ciencias de la Televisión. Fue fundada en 1990 y en 2012 contaba con 750 miembros. La junta directiva incluye a representantes de los creadores de contenidos, la industria de cine y televisión, los representantes de las autoridades locales y las figuras públicas. A partir de 2012, el consejo es presidido por el productor Eitan Evan y cuenta con 22 miembros. Cada año, la academia entrega los Premios Ophir a las producciones israelíes más destacadas. Desde el año 2003, a la luz de los progresos realizados por la industria de la televisión, la academia añadido separado una ceremonia en el ámbito creativo de la televisión.
En 2017, durante la ceremonia de los Premios de la Academia Israelí se generó una polémica por la ausencia de la ministra de Cultura, Miri Regev, no invitada al acto, y por la victoria de la película "Foxtrot", criticada abiertamente por la ministra por creerla "una difamación al Estado de Israel".